# Karlo IX. Vasa
Karlo IX. (Stockholm, 4. listopada 1550. – Nyköping, 30. listopada 1611.), švedski regent od 1599. do 1604. i kralj od 1604. do 1611. godine iz dinastije Vasa Za svoje vladavine reafirmirao je luteranizam kao nacionalnu religiju i vodio agresivnu vanjsku politiku koja je 
dovela do rata s Poljskom (1605.) i Kraljevinom Danskom (1611.).

## Životopis
Rođen je kao najmlađi sin švedskog kralja Gustava I. Vase, Karlo je 1568. godine bio jedan od vođa pobune protiv vladavine svog polubrata Erika XIV. koji je postavio svog brata na tron kao Ivana III.

Karlo se naknadno sukobio s bratom i oko pitanja autoriteta u svom vojvodstvu, jer se protivio njegovim naporima za izmirenje luteranizma i katolika u Švedskoj. Odbacio je kraljevu novu liturgiju zvanu - Crvena knjiga, i dao azil progonjenim luteranima u svom vojvodstvu. Karl je bio pod velikim utjecajem kalvinističkih ideja.
Braća su se izmirila 1587. godine kao protivnici plemićkog Državnog vijeća, koje je podržalo kandidaturu sina Ivana III. - Sigismunda (kasniji poljski kralj Sigismund III. Vasa) za poljskog monarha.
Nakon što se pobožno katolički Sigismund III. Vasa uspeo na švedski tron 1592., Karlo je sazvao Dijetu u Uppsali 1593., s ciljem da ona zatraži da se luteranizam zadrži kao 
nacionalna religija. Računajući na urođeni strah plemstva od apsolutističke vlasti monarha stranca, Karl je uspio osigurati podršku skupštine da zatraži od Sigismunda da prihvatiti odluke skupštine, i prihvati 
njega kao švedskog regenta koji će vladati zajedno s plemićkim Državnim vijećem.
Sigismundovo odbacivanje tih zahtjeva dovelo je do izbijanja građanskog rata u kojem je Karl imao podršku nižih staleža protiv kraljeve vojske i plemstva. Nakon što je poražen kod Stångebroa 1598., Sigismund je naredne godine i zbačen s trona. Naslijedio ga je Karl kao švedski regent, koji je ubrzo zatim nemilosrdno potisnuo Državno vijeće i sve ostale protivnike iz redova visokog plemstva, pa su nakon toga njegovi odnosi s plemstvom ostali napeti.
Za kralja je okrunjen - 1604.
Karlovo svrgavanje Sigismunda dovelo do sukoba s Poljskom, ali se rat nije razbuktao sve do 1605. godine. 
kad su Šveđani pretrpjeli katastrofalan poraz u Bitci kod Kirkholma. Karlo je tad svoje napore usmjerio prema 
Rusiji, pokušavajući spriječiti poljsko napredovanje u Rusiji i instalirati svog sina Gustava (kasniji švedski kralj 
Gustav II. Adolf) na ruski tron. Kad mu ti napori nisu urodili plodom, okrenuo se prema Danskoj i izazvao Kalmarski rat, 1611. – 1613., iz kojeg se morao izvući njegov sin Gustav zaključivši po Švedsku nepovoljni mir.
Nakon što je svladao opoziciju visokog plemstva, Karlo se oslonio na političku podršku nižih staleža. Kao odličan administrator, bitno je pridonio ekonomskom rastu zemlje, sponzorirajući razvoj metalurgije i privlačenjem stranaca (stručnih 
zanatlija i trgovaca) brojnim povlasticama da se nasele po Švedskoj.
S druge strane bio je prilično antipatičan lik, beskrupulozan i vječno ljut, brutalan i grub, kako u govoru tako i u postupcima. Svo vrijeme svoje vladavine pokušavao je podrediti Dijetu svojoj volji čak i sistemom terora.

## Vanjske poveznice
|  | Zajednički poslužitelj ima još gradiva o temi Karlo IX. Vasa |

- Karlo IX. Hrvatska enciklopedija
- Karlo IX., švedski kralj Britannica (engl.)

| Prethodnik:                       | Švedski kralj (1599.-1611.) | Nasljednik:                    |
| Sigismund III. Vasa (1592.-1599.) | Švedski kralj (1599.-1611.) | Gustav II. Adolf (1611.-1632.) |